# Place du Tertre
De Place du Tertre ("Heuvelplein") is een plein in het hart van de Parijse wijk Montmartre en gelegen op korte afstand van de Sacré-Cœur, waar schilders, portrettekenaars en silhouetknippers aan het werk zijn. Men kan hier niet alleen landschapschilderijen kopen, maar ook een eigen portret of karikatuur laten maken. Het herinnert aan de tijd toen bekende kunstenaars hier leefden, zoals Pablo Picasso.
Deze plaats lokt massa's toeristen die op de terrassen komen verpozen.
Ook bevindt zich hier het oude huis van Picasso, dat wordt gebruikt als museum.
Place de la Bastille ·
Place de la Bataille-de-Stalingrad ·
Place Charles de Gaulle ·
Place du Châtelet ·
Place de Clichy ·
Place de la Concorde ·
Place Dauphine ·
Place Diana ·
Place du Dix-Huit Juin 1940 ·
Place de l'Europe - Simone Veil ·
Place de l'Hôtel-de-Ville - Esplanade de la Libération ·
Place d'Italie ·
Square Jean XXIII ·
Place de la Nation ·
Place de l'Opéra ·
Place du Palais-Royal ·
Place du Panthéon ·
Place du Parvis-Notre-Dame ·
Place Pigalle ·
Place de la République ·
Place Saint-Michel ·
Place de la Sorbonne ·
Place du Tertre ·
Place du Trocadéro ·
Place Vauban ·
Place Vendôme ·
Place des Victoires ·
Place des Vosges